# Domicelė
Domicelė ist ein litauischer weiblicher Vorname, abgeleitet von Domizil. Die männliche Form ist Domicelijus. 

## Personen
- Domicelė Mikalauskaitė (1923–2020), Physiologin und Biochemikerin